# Бун, Лесли
Ле́сли Бун (англ. Lesley Boone; 25 февраля 1968, Лос-Анджелес, Калифорния, США) — американская актриса

 и продюсер.

## Биография и карьера
Лесли Бун родилась 25 февраля 1968 года в Лос-Анджелесе (штат Калифорния, США) в семье ныне покойного исполнительного директора компании по производству автомобильной стереосистемы Марка Буна и его жены-домохозяйки Ронны Бун. Её старший брат, Майкл Бун, работает в автомобильной индустрии. Лесли посещала Калифорнийский государственный университет в Нортридже.
Известная своими ролями Марлен Гилберт в ситкоме FOX «Babes» (1990-1991), Молли Хадсон в комедийной драме NBC «Эд» (2000-2004) и Роуз Робертс в шоу ABC «Агент Картер» (2015-2016), включённого в Кинематическую вселенную Marvel.
В 2005—2013 годы Бун была замужем за режиссёром и продюсером Ларри Тенгом.

## Избранная фильмография
| Год       |    | Русское название                                   | Оригинальное название                              | Роль                                                                                          |
| --------- | -- | -------------------------------------------------- | -------------------------------------------------- | --------------------------------------------------------------------------------------------- |
| 1989      | с  | Закон Лос-Анджелеса                                | L.A. Law                                           | Гретхен                                                                                       |
| 1989      | с  | Доктор Дуги Хаузер                                 | Doogie Howser, M.D.                                | Иветта                                                                                        |
| 1989—1990 | с  | Проблемы роста                                     | Growing Plains                                     | Лесли Бун / Лесли / девушка                                                                   |
| 1990      | с  | Мистер Бельведер                                   | Mr. Belvedere                                      | Диана {{ВСериале\|1991\|[[Паркер Льюис не теряется\|Parker Lewis Can't Lose\|Харриет Гузман}} |
| 1994      | ф  | Городские пижоны 2: Легенда о золоте Кёрли         | City Slickers II: The Legend of Curly's Gold       |                                                                                               |
| 1995      | ф  | Стюарт спасает свою семью                          | Stuart Saves His Family                            | Джоди                                                                                         |
| 1998      | ки | Choose Your Own Nightmare: Night of the Werewolf   | Choose Your Own Nightmare: Night of the Werewolf   | озвучка                                                                                       |
| 1998      | ки | Choose Your Own Nightmare: The Bite of the Vampire | Choose Your Own Nightmare: The Bite of the Vampire | озвучка                                                                                       |
| 1998      | ки | Choose Your Own Nightmare: How I Became a Freak    | Choose Your Own Nightmare: How I Became a Freak    | Джен (озвучка)                                                                                |
| 1998      | ки | Choose Your Own Nightmare: The Curse of the Mummy  | Choose Your Own Nightmare: The Curse of the Mummy  | озвучка                                                                                       |
| 1998      | ф  | Я буду дома к Рождеству                            | I’ll Be Home for Christmas                         | Марджори                                                                                      |
| 2000—2004 | с  | Эд                                                 | Ed                                                 | Молли Хадсон                                                                                  |
| 2006—2011 | с  | Медиум                                             | Medium                                             | Сондра Банистер / Жюстин Годрич                                                               |
| 2009      | с  | Отчаянные домохозяйки                              | Desperate Housewives                               | Люси Блэкбёрн                                                                                 |
| 2012      | с  | Гавайи 5.0                                         | Hawaii Five-0                                      | Мэделин                                                                                       |
| 2015—2016 | с  | Агент Картер                                       | Agent Carter                                       | Роуз Робертс                                                                                  |
| 2016      | ф  | Ограды                                             | Fences                                             | Проповедник евангелиста                                                                       |
| 2017—2018 | с  | Анатомия страсти                                   | Grey's Anatomy                                     | Джуди Кемп                                                                                    |
| 2017—2018 | с  | Кевин спасёт мир. Если получится                   | Kevin (Probably) Saves the World                   | Люсиль Руссо                                                                                  |
| 2020      | с  | Хороший доктор                                     | The Good Doctor                                    | Марта Крус                                                                                    |
| 2022—2023 | с  | Морская полиция: Лос-Анджелес                      | NCIS: Los Angeles                                  | Нина Барнс                                                                                    |